# Охару

Оха́ру (яп. 大治町, おおはるちょう, МФА: [oːhaɾu t͡ɕoː]?) — містечко в Японії, в повіті Ама префектури Айті. Розташоване в північно-західній частині префектури. Отримало статус містечка 1975 року. Площа становить 6,59 км². Станом на 1 серпня 2011 року населення складало 30 119  осіб, густота населення — 4570 осіб/км².   